# Giv'at Gamal
Giv'at Gamal (hebrejsky: גבעת גמל) je vrch o nadmořské výšce - 125 metrů v severním Izraeli, v příkopové propadlině Jordánského údolí.
Leží cca 18 kilometrů jižně od města Tiberias necelý kilometr západně od řeky Jordán. Má podobu nevýrazného odlesněného pahorku, po jehož východním úpatí prochází dálnice číslo 90. Na severozápadní a severní straně vrch obtéká vádí Nachal Adama, které severně od pahorku ústí do vádí Nachal Chagal. Na západní straně se terén zvedá k vysočině Ramat Sirin. Na jižním úpatí se rozkládá vesnice Gešer.